# Orlanda Amarílis
Orlanda Amarílis Lopes Rodrigues Fernandes Ferreira, conocida como Orlanda Amarílis, (Assomada, 8 de octubre de 1924-Lisboa, 1 de febrero de 2014) fue una escritora luso-caboverdiana, autora de Cais do Sodre te Salamansa (1974).
Considerada "una notable narradora" de la ficción caboverdiana, dos de los temas más destacados de sus obras incluyen perspectivas sobre la literatura femenina, retratos de la vida de las mujeres caboverdianas y también retratos de la diáspora de los emigrantes caboverdianos.

## Biografía
Era hija de Alice Lopes da Silva Fernandes y de Armando Napoleão Rodrigues Fernandes, que fue el autor del primer diccionario de la lengua criolla-portuguesa en Cabo Verde. En 1945 se casó con el escritor portugués Manuel Ferreira, con quien tuvo dos hijos, Sérgio Manuel Napoleão Ferreira (nacido en Cabo Verde) y Hernâni Donaldo Napoleão Ferreira (nacido en Goa). Pertenece a una familia de literatos, estando entre ellos, además de su padre, el fundador de la revista Claridade Baltasar Lopes da Silva.
En la ciudad de Mindelo, en isla de São Vicente, completó su educación primaria, además de sus estudios secundarios en el Liceo Gil Eanes. Se trasladó a Goa, viviendo durante seis años en su capital, Pangim, donde termina sus estudios de Magisterio Primario. Años más tarde, realizó dos cursos en Lisboa: el Curso de Ciencias Pedagógicas (en la Facultad de Letras), y el curso para "inspectores de enseñanza básica", viviendo en la Casa dos Estudantes do Império.
Comenzó su carrera con su colaboración en la revista caboverdiana Certeza en 1944, donde "sus cuentos fueron seleccionados para diversas antologías de la literatura caboverdiana". Después de su trabajo con Certeza, también colaboró con relatos cortos en otras revistas, como COLÓQUIO / Letras, África, Loreto 13 y varios de sus relatos cortos fueron traducidos al holandés, húngaro, italiano y ruso.
En sus cuentos, se aprecia un cuidado estilístico donde el idioma portugués se enriquece con palabras criollas y el habla se aproxima al habla cotidiana de los emigrantes caboverdianos o de los caboverdianos que persisten en no abandonar la tierra de su infancia.
Por motivos profesionales literarios y también con motivo de intervenciones culturales, junto con su marido, viajó a varios países, como Angola, Canadá, Egipto, España, Estados Unidos, India, Mozambique, Nigeria o Sudán. Viajó por todo el mundo y se convirtió en miembro del Movimiento Portugués contra el apartheid, del Movimiento Portugués por la Paz y de la Asociación Portuguesa de Escritores (APE).

## Reconocimientos
El 9 de julio de 1997 fue condecorada con el grado de Comendador de la Orden del Mérito de Portugal.

## Obra

### Antologías de cuentos en lengua portuguesa
- Escrita e Combate (1976)
- Contos – O Campo da Palava (1985)
- Fantástico no Feminino (1985)
- Afecto às Letras – Obra Coletiva de Homenangem da Literatura Contemporânea a Jacinto do Prado Coelho (1988)

### Antologías de cuentos en lengua alemana
- Frauen in der Dritten Welt (1986)

### Antologías de cuentos en lengua inglesa
- Across the Atlantic: An Anthology of Cape Verdean Literature (1986)[3]
- A New Reader’s Guide to African Literature (1983)[6]

### Cuentos
- Cais-do-Sodré té Salamansa (1974)
- Ilhéu dos Pássaros (1983)
- A Casa dos Mastros (1989)

### Cuentos infantiles
- Folha a folha (1987) - em coautoría com Maria Alberta Menéres
- Facécias e Peripécias (1990)[1]
- A Tartaruguinha (1997)